# 2013 RR156
2013 RR156 est un objet transneptunien détaché qui pourrait être en résonance 1:3 avec Neptune[réf. nécessaire].

## Découverte
2013 RR156 a été observé pour la première fois le 9 septembre 2013 à l'observatoire du Cerro Tololo-DECam.

## Caractéristiques
2013 RR156 mesure environ 250 km de diamètre, ce qui pourrait le qualifier comme un candidat au statut de planète naine.